# Andrej Angrick
Andrej Angrick (* 1962) ist ein deutscher Historiker, der sich vorwiegend mit den Kriegsverbrechen der Wehrmacht und dem Holocaust befasst.

## Leben
Andrej Angrick studierte Geschichte, Deutsch, Erziehungswissenschaften und Philosophie. Seit 1997 ist er als wissenschaftlicher Mitarbeiter bei der Hamburger Stiftung zur Förderung von Wissenschaft und Kultur von Jan Philipp Reemtsma tätig. Angrick promovierte 2000 an der TU Berlin mit einer Dissertation über die Einsatzgruppe D zum Dr. phil., die er nach Überarbeitung 2003 als Buch veröffentlichte.
Andrej Angrick arbeitete von 1999 bis 2000 als Rechercheur an der Überarbeitung der Wehrmachtsausstellung mit. Danach war er bis 2001 wissenschaftlicher Mitarbeiter am Hamburger Institut für Sozialforschung, an dem er weiter mit der „Wehrmachtsausstellung“ befasst war.
2018 legte Angrick eine umfangreiche Dokumentation der Sonderaktion 1005 vor; die Arbeit an dem zweibändigen Werk wurde durch die Hamburger Stiftung zur Förderung von Wissenschaft und Kultur unterstützt.

## Veröffentlichungen (Auswahl)
- Die Einsatzgruppe D. In: Peter Klein (Hrsg.): Die Einsatzgruppen in der besetzten Sowjetunion 1941/42. Die Tätigkeits- und Lageberichte des Chefs der Sicherheitspolizei und des SD (= Publikationen der Gedenkstätte Haus der Wannsee-Konferenz. 6). Edition Hentrich, Berlin 1997, ISBN 3-89468-200-0, S. 88–110.
- Besatzungspolitik und Massenmord. Die Einsatzgruppe D in der südlichen Sowjetunion 1941–1943. Hamburger Edition, Hamburg 2003, ISBN 3-930908-91-3.
- mit Peter Klein: Die „Endlösung“ in Riga. Ausbeutung und Vernichtung. 1941–1944 (= Veröffentlichungen der Forschungsstelle Ludwigsburg der Universität Stuttgart. 6). Wissenschaftliche Buchgesellschaft, Darmstadt 2006, ISBN 3-534-19149-8.
- Annihilation and Labor. Jews and Thoroughfare IV in Central Ukraine. In: Ray Brandon, Wendy Lower (Hrsg.): The Shoah in Ukraine. History, Testimony, Memorialization. Indiana University Press, Bloomington IN u. a. 2008, ISBN 978-0-253-35084-8, S. 190–223.
- als Herausgeber mit Klaus-Michael Mallmann: Die Gestapo nach 1945. Karrieren, Konflikte, Konstruktionen (= Veröffentlichungen der Forschungsstelle Ludwigsburg der Universität Stuttgart. 14). Wissenschaftliche Buchgesellschaft, Darmstadt 2009, ISBN 978-3-534-20673-5.
  - Rezension von Clément Millon in Francia. H. 3, 2010 (Online, französisch).
- „Aktion 1005“ – Spurenbeseitigung von NS-Massenverbrechen 1942–1945: Eine „geheime Reichssache“ im Spannungsfeld von Kriegswende und Propaganda. Wallstein, Göttingen 2018, ISBN 978-3-8353-3268-3 (2 Bände, 1381 Seiten).